# رباعة (مسلسل)
رْبَاعَة هو مسلسل تلفزيوني درامي كوميدي جزائري عُرض لأول مرة في رمضان 1446 هـ (2025) على شاشة الشروق تي في.

## قصة مسلسل
بسبب الحاجة المُلحة لجمع مبلغ مالي كبير في وقت قصير، يُقدم رجل على تشكيل فريق متخصص في السرقة والاحتيال، مستغلًا مهارات أفراده في التنكر والخداع للاستيلاء على أموال الضحايا. وعلى الرغم من أن الفريق يجتمع على هدف واحد، فإن لكل فرد منهم دوافعه وأهدافه الخاصة التي يسعى لتحقيقها.

## الممثلون
البطولة
- نبيل عسلي
- نسيم حدوش
- حكيم زلوم
- عادل شيخ
- ربيع واجاوت
- عديلة بن ديمراد
- ناصر سوداني
- سيواني ارزقي
- سعاد سبكي
- عايدة كشود
- نوال زعتر

وعدة نجوم وممثلين جزائريين

## روابط خارجية
- رباعة على موقع IMDb (الإنجليزية)
- رباعة على موقع قاعدة بيانات الأفلام العربية